# Kettly Mars

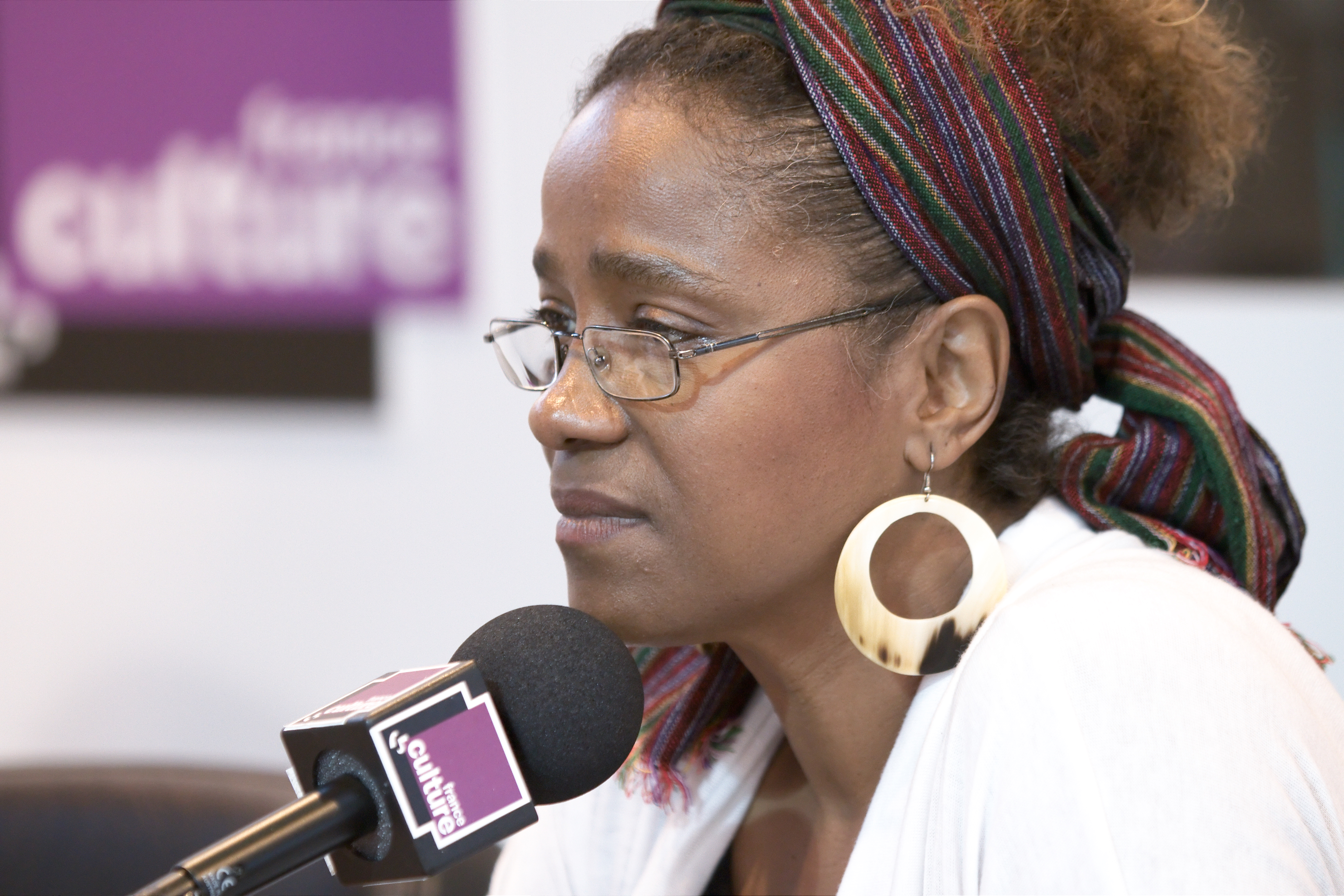
Kettly Mars (März 2010)

Kettly Pierre Mars (* 3. September 1958 in Port-au-Prince, Haïti) ist eine haitianische Schriftstellerin.

## Leben
Kettly Mars wuchs in Port-au-Prince auf. In den 1990er Jahren veröffentlichte sie ihre ersten Gedichte und wurde als Lyrikerin bekannt.
In Kasale (2003), ihrem ersten Roman, stellte sie die spirituellen Sackgassen im täglichen Kampf auf Haiti dar und was es bedeutet, in zunehmend schwierigen Umständen menschlich zu bleiben. L'heure hybride (2005) thematisiert die Liebe eines homosexuellen Sohnes zu seiner Mutter und ihre Arbeit als Prostituierte. In Fado (2008) schilderte sie die Selbstsuche einer haitianischen Frau der Oberschicht, die nach zehn Ehejahren von ihrem Mann verlassen wird und eine Doppelleben beginnt. Wilde Zeiten (2010) spielt während der Zeit des Diktators François Duvalier in den 1960er Jahren und geht den Verflechtungen von politischer Gewalt und bezahlter Sexualität nach. Vor dem Verdursten (2013) handelt von einem Architekten, der in einem Lager für die Opfer des Erdbebens von 2010 arbeitet und vergeblich gegen seine pädophilen Neigungen zu minderjährigen Mädchen kämpft.

## Buchveröffentlichungen
- Kasalé. Imprimeur II, Port-au-Prince 2003; Neuausgabe: Vents d'ailleurs, La Roque d'Anthéron 2007.
  - deutsch: Kasalé. Aus dem Französischen von Ingeborg Schmutte. Litradukt, Trier 2024, ISBN 978-3-940435-48-4.
- L'heure hybride. Vents d'ailleurs, La Roque d'Anthéron 2005.
  - deutsch: Die zwielichtige Stunde. Aus dem Französischen von Ingeborg Schmutte. Litradukt, Trier 2015, ISBN 978-3-940435-26-2.
- Fado. Mercure, Paris 2008.
  - deutsch: Fado. Aus dem Französischen von Antje Tendste. Litradukt, Trier 2010, ISBN 978-3-940435-07-1.
- Saisons sauvages. Mercure, Paris 2010.
  - deutsch: Wilde Zeiten. Aus dem Französischen von Ingeborg Schmutte. Litradukt, Trier 2012, ISBN 978-3-940435-10-1.
- Le prince noir de Lillian Russel, avec Leslie Péan. Mercure, Paris 2011.
- Aux frontières de la soif. Mercure, Paris 2013.
  - deutsch: Vor dem Verdursten. Aus dem Französischen von Ingeborg Schmutte. Litradukt, Trier 2013, ISBN 978-3-940435-13-2.
- Je suis vivant. Mercure, Paris 2015.
  - deutsch: Ich bin am Leben. Aus dem Französischen von Ingeborg Schmutte. Litradukt, Trier 2015, ISBN 978-3-940435-17-0.
- L'Ange du patriarche. Mercure, Paris 2018.
  - deutsch: Der Engel des Patriarchen. Aus dem Französischen von Ingeborg Schmutte. Litradukt, Trier 2019, ISBN 978-3-940435-31-6.

## Auszeichnungen
- 1996: Prix Jacques Stephen Alexis für Soleils Contraires.
- 2006: Prix Léopold Sédar Senghor de la Création littéraire, für L'Heure hybride.
- 2011: Bourse Barbancourt (zusammen mit Louis-Philippe Dalembert)[4]
- 2011: Prinz-Claus-Preis